# Gaetanus antarcticus
Gaetanus antarcticus är en kräftdjursart som beskrevs av Wolfenden 1905. Gaetanus antarcticus ingår i släktet Gaetanus och familjen Aetideidae. Inga underarter finns listade i Catalogue of Life.